# 남수단 농구 국가대표팀
남수단 농구 국가대표팀(영어: South Sudan national basketball team)은 남수단을 대표하여 국제 경기에 참가하는 농구 대표팀이다. 남수단은 독립 후인 2013년에 국제 농구 연맹에 가입했으며 2023년 FIBA 농구 월드컵과 2024년 하계 올림픽 본선 진출에 성공했다.

## 대회 기록

### 올림픽
- 2024: 본선 진출

### 월드컵
- 2023: 17위

### 아프로바스켓
- 2021: 7위